# 蘇蒂灣
蘇蒂灣（英語：Sooty Cove），是南極洲的海灣，位於南喬治亞群島的伯德島南部，處於舒梅克角以北，由英國南極名稱諮詢委員會命名，由英國海外領土管轄。